# Gmina Zator
Die Gmina Zator ['zatɔr] ist eine Stadt-und-Land-Gemeinde im Powiat Oświęcimski der Woiwodschaft Kleinpolen in Polen. Ihr Sitz ist die gleichnamige Stadt mit etwa 3700 Einwohnern.

## Geographie

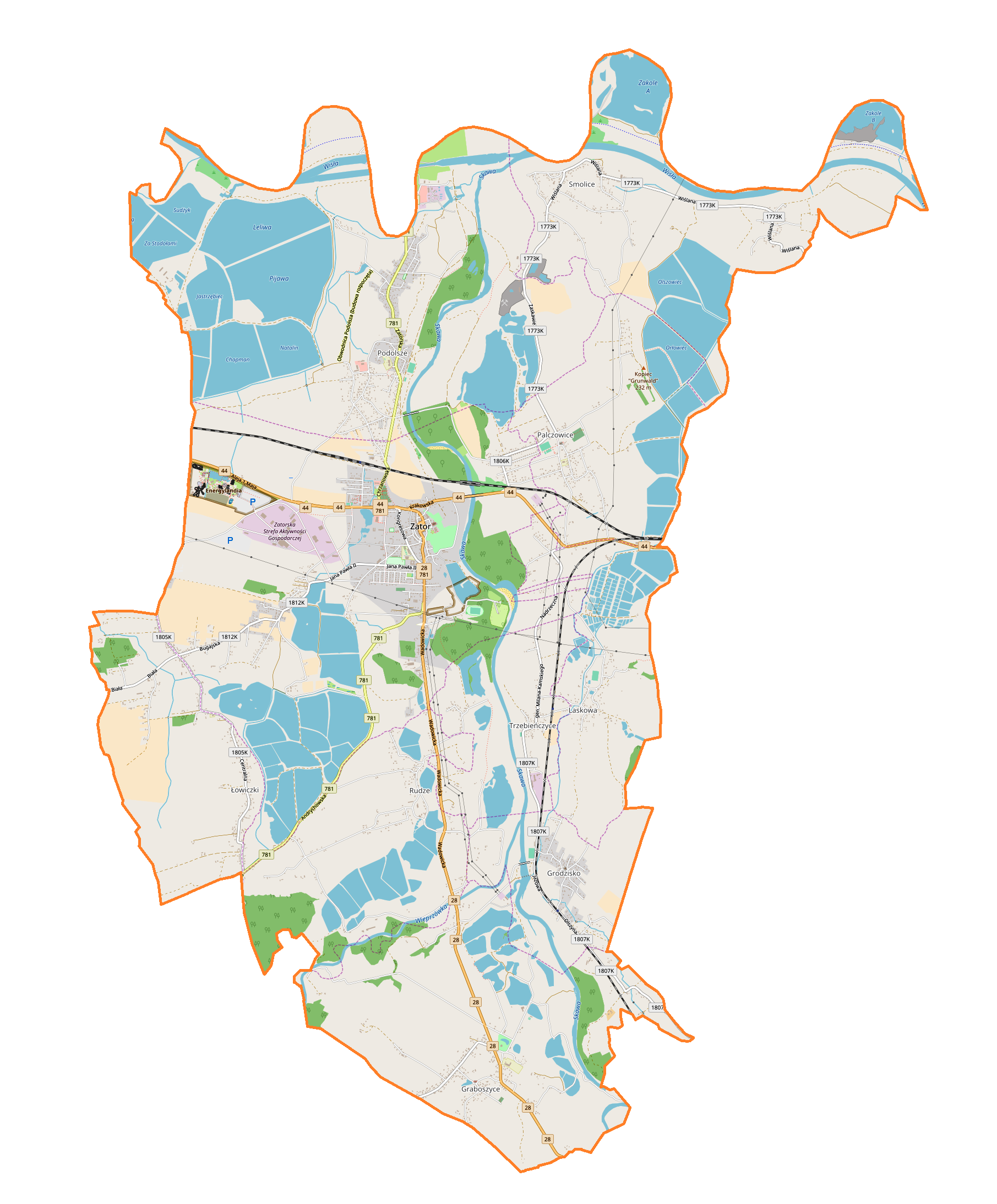
Karte der Landgemeinde

Die Gemeinde liegt zehn Kilometer nördlich von Wadowice. Wichtigstes Gewässer ist die Skawa, daneben liegen viele Seen auf Gemeindegebiet. Die Gemeinde hat eine Flächenausdehnung von 51,4 km², davon werden 52 % land- und 6 % forstwirtschaftlich genutzt.

## Geschichte
Von 1975 bis 1998 gehörte die Gemeinde zur Woiwodschaft Bielsko-Biała.

## Gliederung
Zur Stadt-und-Land-Gemeinde (gmina miejsko-wiejska) Zator gehören neben der namensgebenden Stadt die folgenden neun Dörfer mit Schulzenämtern (sołectwa):
Graboszyce, Grodzisko, Laskowa, Łowiczki, Palczowice, Podolsze, Rudze, Smolice und Trzebieńczyce.

## Bildung
Die Gemeinde verfügt über fünf Kindergärten (przedszkole), acht Grundschulen  (szkoła podstawowa), vier Mittelschulen (gimnazjum), ein Gymnasium (liceum ogólnokształcące), ein Technikum und eine Bücherei.

## Verkehr
Durch die Gemeinde und ihren Hauptort verlaufen die Landesstraßen DK 28 und DK 44 sowie die Woiwodschaftsstraße DW 781.

## Sehenswürdigkeiten
In die Denkmalliste der Woiwodschaft sind in der Gemeinde eingetragen:
- Pfarrkirche St. Adalbert und St. Georg von 1393
- Das Schloss in Zator, Sitz der Herzöge von Zator und der Grafen Potocki
- Holzkirche in Graboszyce
- Herrenhaus in Graboszyce
- Holzkirche von 1894 in Palczowice

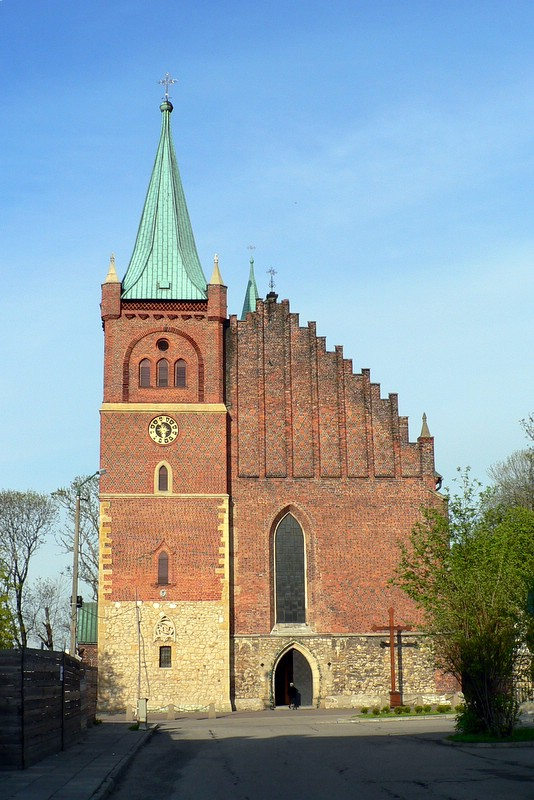
Pfarrkirche in Zator
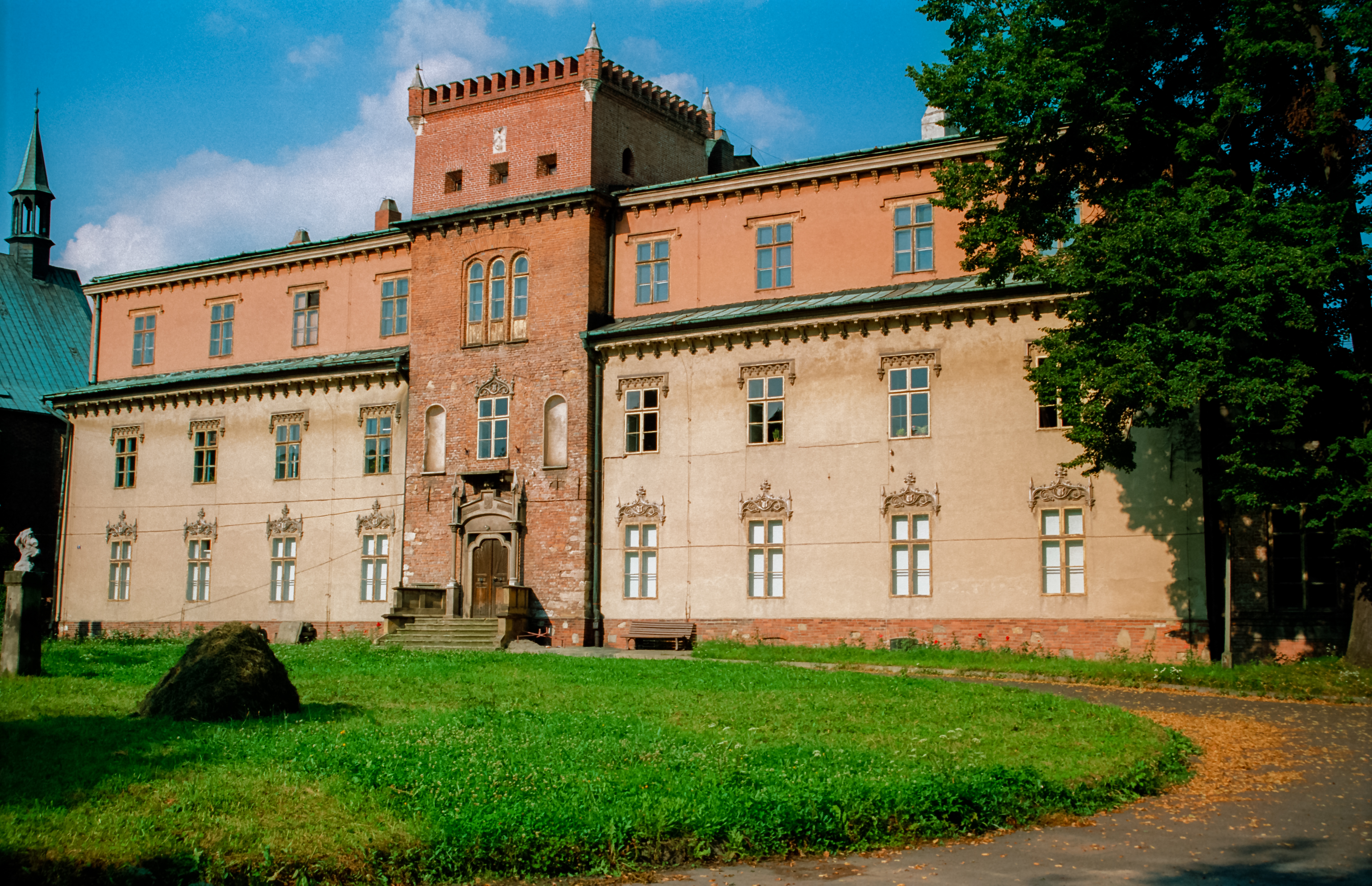
Schloss in Zator
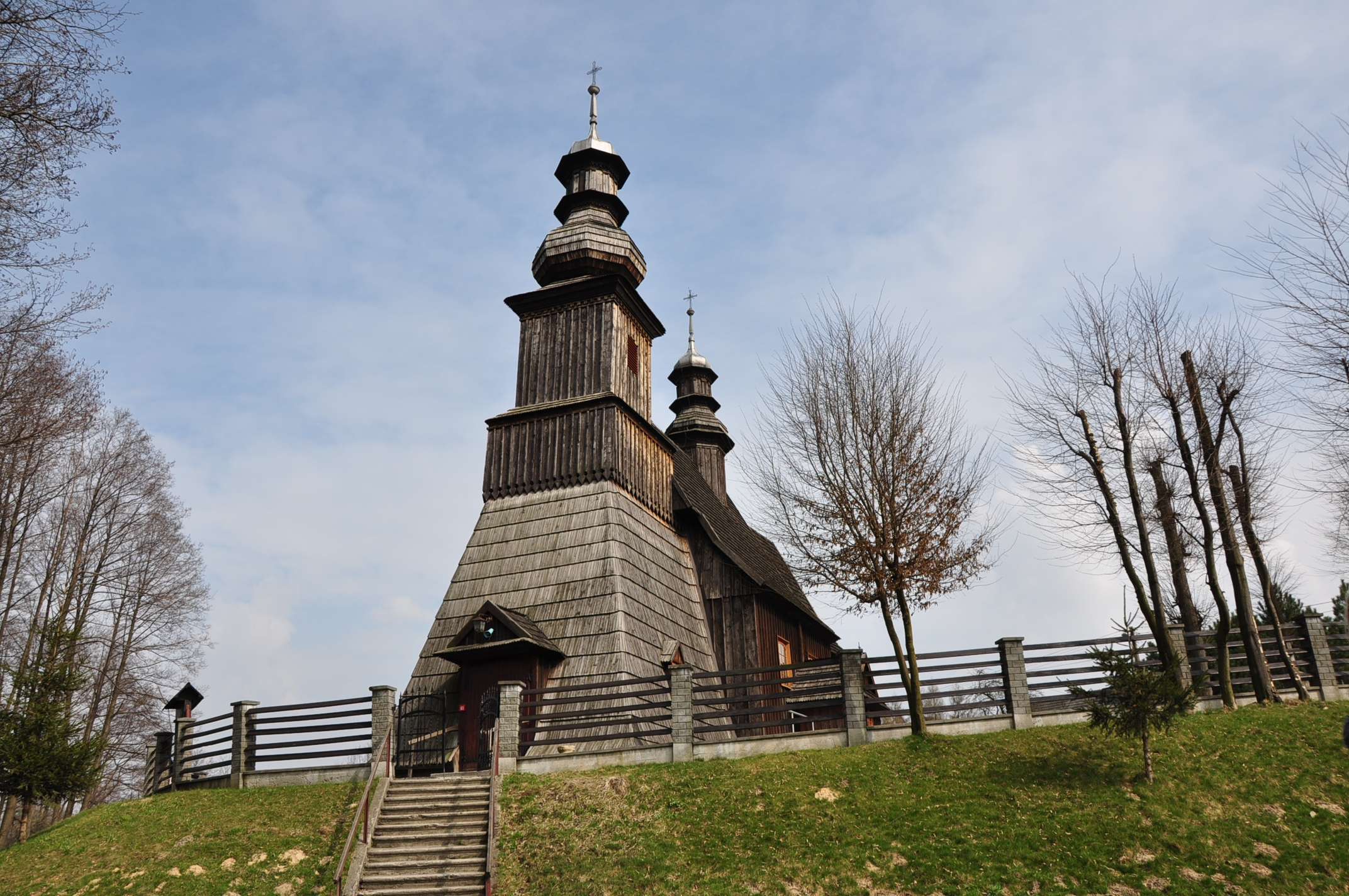
Holzkirche in Graboszyce
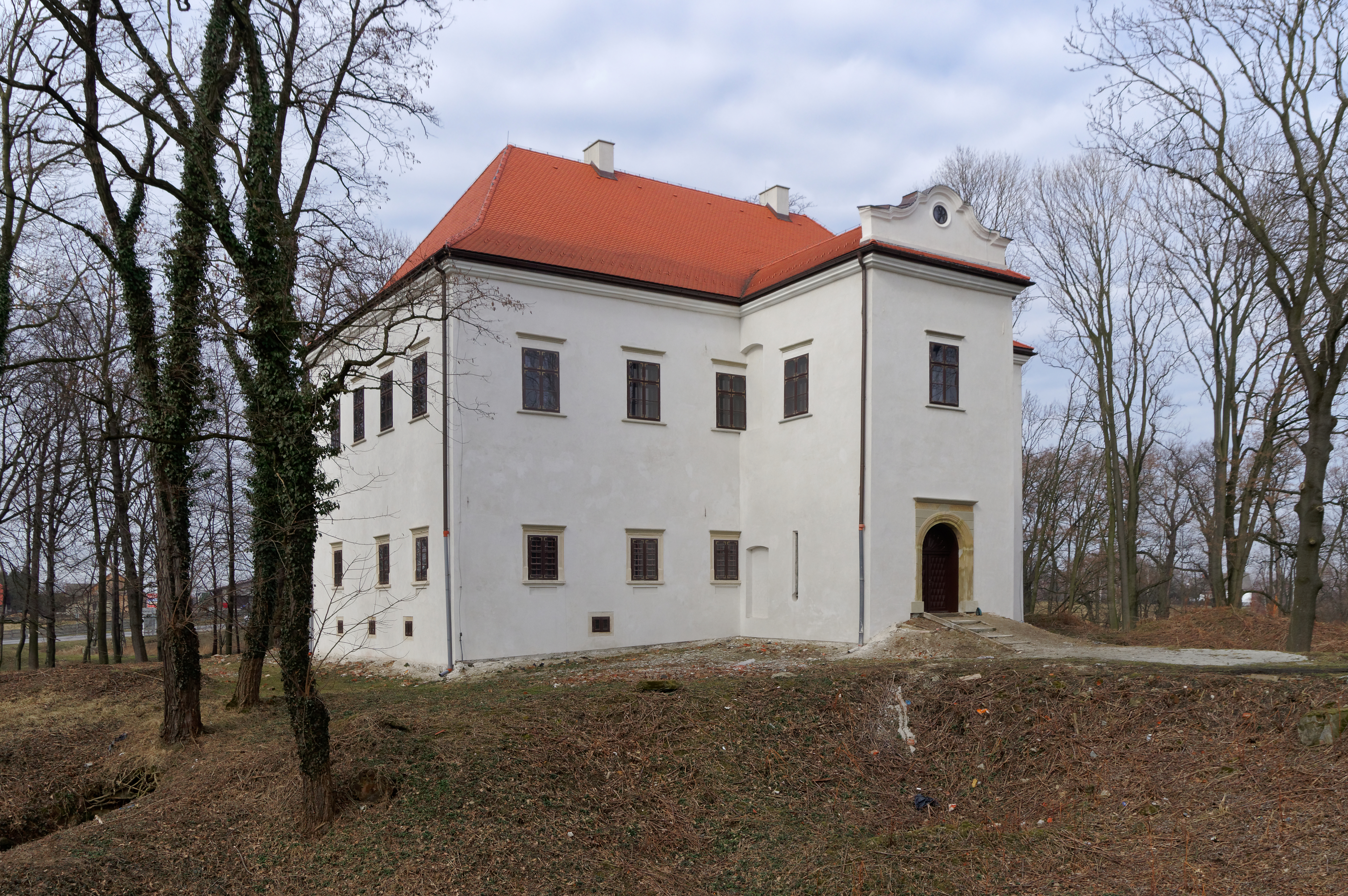
Herrenhaus in Graboszyce
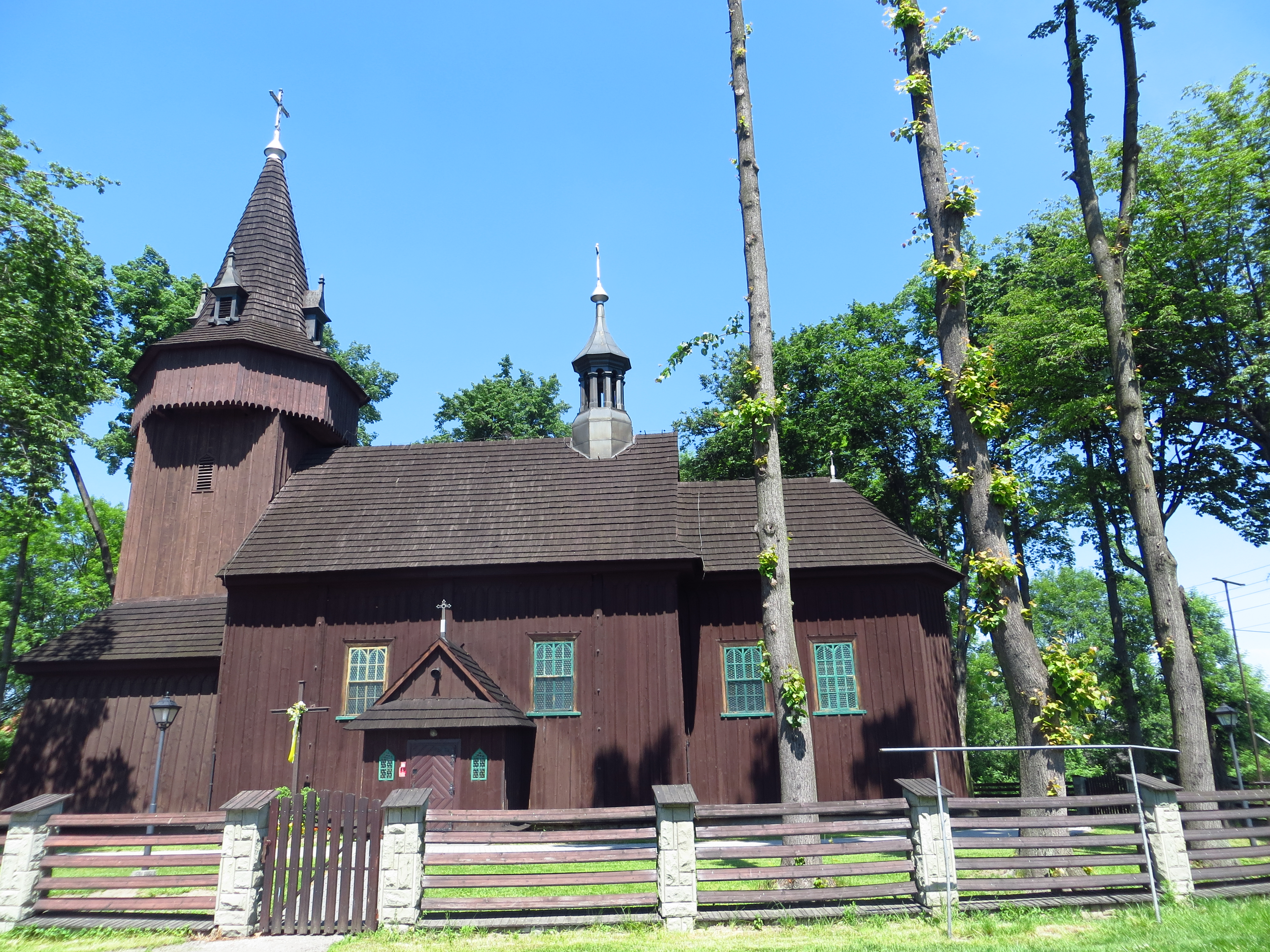
Holzkirche in Palczowice